# Francisco Álvarez de la Fuente
Francisco Álvarez de la Fuente (Río Grande, Zacatecas, 7 de mayo de 1951) es un político mexicano, que fue miembro del antiguo Partido Demócrata Mexicano (PDM). Fue diputado federal de 1982 a 1985.

## Biografía
Es licenciado en Derecho egresado de la Universidad Autónoma de Tamaulipas (UAT). Ejerció como docente de Economía y Sociología en la Escuela Normal de Tamaulipas, de Economía en la Escuela de Educación para Maestros, de Derecho en la Escuela Preparatoria José Vasconcelos, y de Estructura y Métodos Experimentales en la Escuela Preparatoria Ponciano Arriaga.
Laboró en el departamento Forestal y de la Fauna de la Secrretaría de Agricultura, fue agente del ministerio público en el 10.º Distrito Judicial mixto en Tula, Tamaulipas de 1978 a 1979, y luego en Jaumave, Tamaulipas. Paralelamente se integró en el Partido Demócrata Mexicano en Tamaulipas, recién legalizado por el reforma política de 1977, siendo asesor legal de 1979 a 1980, secretario de Organización de 1980 a 1981 y presidente del comité estatal en Tamaulipas de 1981 a 1985.
En 1982 fue candidato del PDM a diputado federal por el Distrito 4 de Tamaulipas, no logró el triunfo al recibir 2 087 votos, frente a los 45 394 votos de su contrincante del Partido Revolucionario Institucional (PRI) Abdón Martínez Hinojosa, aunque representaron el segundo lugar de las preferencias electorales. Sin embargo en las mismas elecciones resultó electo diputado por el principio de representación proporcional, a la LII Legislatura de ese año al de 1985.